# Anna von Harnier
Anna von Harnier, née le 8 janvier 1981 à Stuttgart, est une judokate allemande qui évolue dans la catégorie des -63 kg. Médaillée de bronze lors du  championnats du monde 2003 à Osaka et lors des championnats d'Europe de judo à Belgrade.